# Martin Hinteregger
Martin Hinteregger (Feldkirchen, 7 de septiembre de 1992) es un futbolista austriaco que juega como defensa en el SK Austria Klagenfurt de la Bundesliga.

## Estadísticas

### Clubes
Actualizado al último partido disputado de su carrera.
| Club                                | Div.          | Temporada     | Liga  | Liga  | Copas nacionales | Copas nacionales | Copas internacionales | Copas internacionales | Total | Total |
| Club                                | Div.          | Temporada     | Part. | Goles | Part.            | Goles            | Part.                 | Goles                 | Part. | Goles |
| ----------------------------------- | ------------- | ------------- | ----- | ----- | ---------------- | ---------------- | --------------------- | --------------------- | ----- | ----- |
| Red Bull Salzburgo · Austria        | 1.ª           | 2010-11       | 22    | 0     | 0                | 0                | 4                     | 0                     | 26    | 0     |
| Red Bull Salzburgo · Austria        | 1.ª           | 2011-12       | 21    | 0     | 4                | 0                | 10                    | 1                     | 35    | 1     |
| Red Bull Salzburgo · Austria        | 1.ª           | 2012-13       | 24    | 2     | 3                | 0                | 2                     | 1                     | 29    | 3     |
| Red Bull Salzburgo · Austria        | 1.ª           | 2013-14       | 32    | 2     | 6                | 1                | 12                    | 1                     | 50    | 4     |
| Red Bull Salzburgo · Austria        | 1.ª           | 2014-15       | 31    | 1     | 6                | 0                | 11                    | 2                     | 48    | 3     |
| Red Bull Salzburgo · Austria        | 1.ª           | 2015-16       | 8     | 0     | 2                | 0                | 3                     | 1                     | 13    | 1     |
| Borussia Mönchengladbach · Alemania | 1.ª           | 2015-16       | 10    | 0     | ―                | ―                | ―                     | ―                     | 10    | 0     |
| Borussia Mönchengladbach · Alemania | Total club    | Total club    | 10    | 0     | 0                | 0                | 0                     | 0                     | 10    | 0     |
| Red Bull Salzburgo · Austria        | 1.ª           | 2016-17       | 5     | 0     | 0                | 0                | 6                     | 0                     | 11    | 0     |
| Red Bull Salzburgo · Austria        | Total club    | Total club    | 143   | 5     | 21               | 1                | 48                    | 6                     | 212   | 12    |
| F. C. Augsburgo · Alemania          | 1.ª           | 2016-17       | 31    | 3     | 1                | 0                | ―                     | ―                     | 32    | 3     |
| F. C. Augsburgo · Alemania          | 1.ª           | 2017-18       | 30    | 0     | 1                | 0                | ―                     | ―                     | 31    | 0     |
| F. C. Augsburgo · Alemania          | 1.ª           | 2018-19       | 18    | 2     | 2                | 0                | ―                     | ―                     | 20    | 2     |
| F. C. Augsburgo · Alemania          | Total club    | Total club    | 79    | 5     | 4                | 0                | 0                     | 0                     | 83    | 5     |
| Eintracht Fráncfort · Alemania      | 1.ª           | 2018-19       | 14    | 1     | ―                | ―                | 7                     | 1                     | 21    | 2     |
| Eintracht Fráncfort · Alemania      | 1.ª           | 2019-20       | 31    | 8     | 5                | 0                | 13                    | 1                     | 49    | 9     |
| Eintracht Fráncfort · Alemania      | 1.ª           | 2020-21       | 29    | 2     | 2                | 0                | ―                     | ―                     | 31    | 2     |
| Eintracht Fráncfort · Alemania      | 1.ª           | 2021-22       | 27    | 1     | 1                | 0                | 9                     | 0                     | 37    | 1     |
| Eintracht Fráncfort · Alemania      | Total club    | Total club    | 101   | 12    | 8                | 0                | 29                    | 2                     | 138   | 14    |
| Total carrera                       | Total carrera | Total carrera | 333   | 22    | 33               | 1                | 77                    | 8                     | 443   | 31    |

## Palmarés

### Campeonatos nacionales
| Título          | Club               | País    | Año     |
| --------------- | ------------------ | ------- | ------- |
| Bundesliga      | Red Bull Salzburg  | Austria | 2012-13 |
| Copa de Austria | Red Bull Salzburgo | Austria | 2012-13 |
| Bundesliga      | Red Bull Salzburgo | Austria | 2013-14 |
| Copa de Austria | Red Bull Salzburgo | Austria | 2013-14 |
| Bundesliga      | Red Bull Salzburgo | Austria | 2014-15 |
| Copa de Austria | Red Bull Salzburgo | Austria | 2014-15 |
| Bundesliga      | Red Bull Salzburgo | Austria | 2015-16 |
| Copa de Austria | Red Bull Salzburgo | Austria | 2015-16 |

### Campeonatos internacionales
| Título                 | Club                | Sede    | Año     |
| ---------------------- | ------------------- | ------- | ------- |
| Liga Europa de la UEFA | Eintracht Fráncfort | Sevilla | 2021-22 |